# Валькер Готліб Андрійович
Го́тліб Андрі́йович Ва́лькер (нім.Gottlieb Walker; 2 березня 1853 року Бесарабська губернія,Російська імперія —30 серпня 1909 року) — педагог, засновник та керівник 7-ї Київської гімназії й 2-го Київського реального училища.

## Життєпис
Народився 1853 року в Бессарабській губернії у родині німця-колоніста. Вчився у школі в Російській імперії, вищу освіту здобув в російській філологічній семінарії при Лейпцизькому університеті.
Від 1879 року викладав в Маріупольській гімназії та гімназіях інших міст.
Від 1887 року — викладач та класний наставник 5-ї київської гімназії на Печерську. Від 1894 року за сумісництвом працював у Фундуклеївській гімназії.
Здобувши чималий досвід та ознайомившись із веденням справ в кращих навчальних закладів Російської імперії та Німеччини, Валькер вирішує заснувати власну гімназію.
Літом 1896 року він оголошує про набір до 4-класної прогімназії, у вересні почалося навчання в приміщенні по вулиці Новоєлизаветинській 14-А, спочатку орендував приміщення у Фрідріха Міхельсона. З 1897/1898 навчального року уряд надає навчальному закладу офіційні права 4-класної прогімназії.
1898 року Валькер починає клопотатися про розширення прогімназії до 6-класної, також клопочеться про відкриття реального відділення з подальшим присвоєнням йому звання реального училища.
На початок нового навчального 1900/1901 навчального року заклад перебирається в нову будову по вулиці Тимофіївській, 1902 року надходить дозвіл на перетворення в 6-класну «з правами» та офіційний статус 6-класного реального училища.
В кінці грудня 1903 року приватний навчальний заклад Валькера отримує статус повної 8-класної гімназії з відповідними правами, а у грудні 1905-го було дозволено відкриття 7-го класу при реальному училищі.
У січні 1905 року Готліб Валькер вдостоєний нагороди — ордена Св. Ганни 2-го ступеня.
1909 року гімназії Валькера присвоєно найменування 7-ї Київської гімназії, реальне училище стало 2-м Київським.
30 серпня 1909 року, повертаючись до Києва із Берліна після чергового курсу лікування, Готліб Валькер помер в поїзді.